# Азамат (футбольний клуб)
Азама́т — російський футбольний клуб з Чебоксари Чуваської республіки.
Найкраще досягнення в першості Росії — 8 місце в 5 зоні другої ліги в 1992 році. Розформований в 1994 році.

## Колишні назви
- до 1964: «Темп»
- 1965—1977: «Енергія»
- 1978—1991: «Сталь»
- З 1992: «Азамат»

## Відомі гравці[1]
- Сергій Башкіров
- Сергій Грибов
- Володимир Гусак
- Юрій Євлампіїв
- Микола Князєв
- Олександр Корченов
- Віктор Тищенко
- Олександр Філімонов